# Penna Tervo

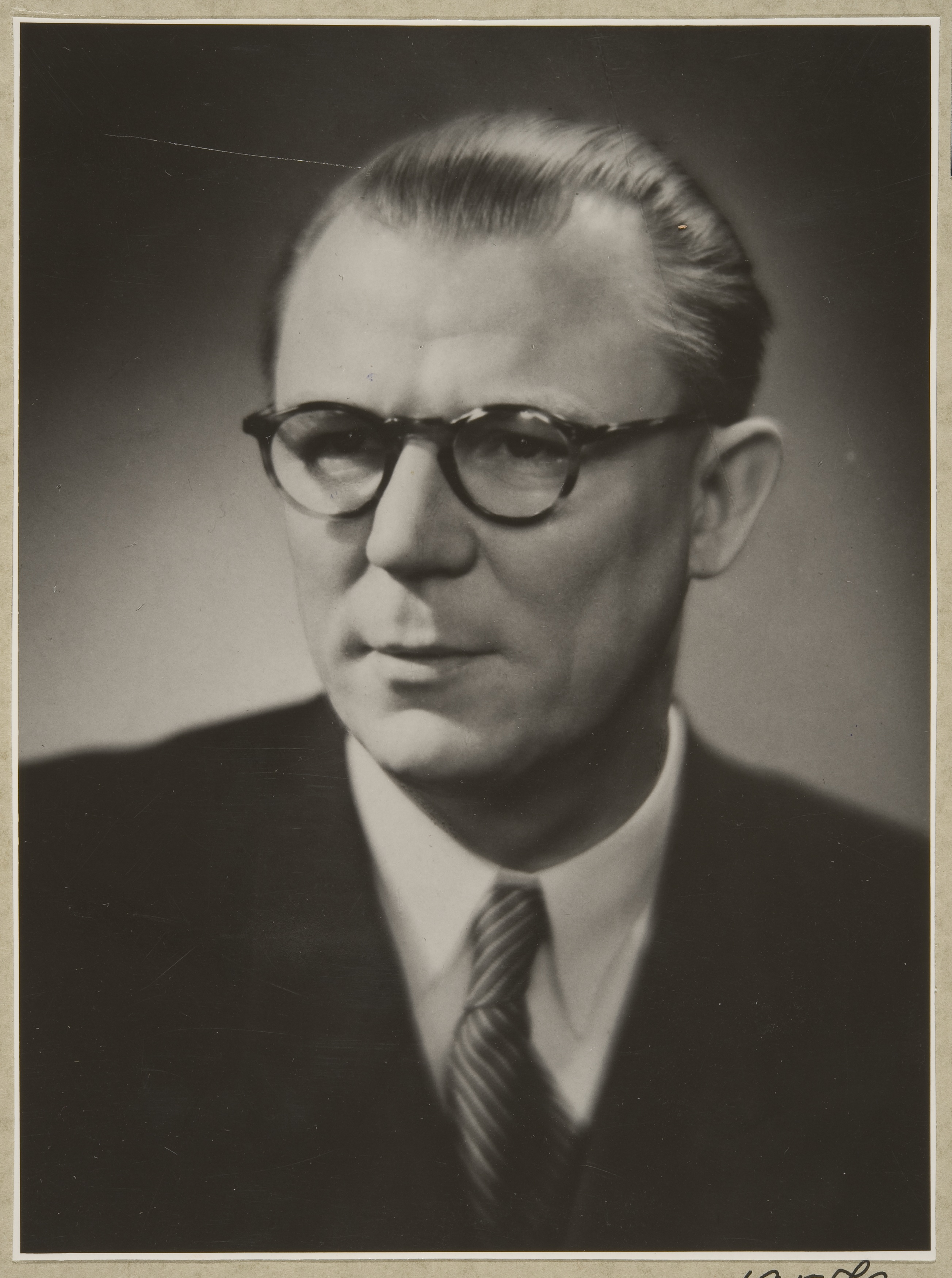
Penna Tervo

Penna Tervo (* 10. November 1901 in Viipuri; † 26. Februar 1956 in Tuusula) war ein finnischer Journalist und Politiker der Sozialdemokratischen Partei Finnlands SDP (Suomen Sosialidemokraattinen Puolue), der unter anderem zwischen 1945 und 1956 Mitglied des Parlaments (Eduskunta), 1951 bis 1953 und 1954 Minister für Handel und Industrie sowie von 1954 bis 1956 Finanzminister war. Tervo, der zwischen 1948 und 1952 auch Chefredakteur der Tageszeitung Suomen Sosialidemokraatti sowie von 1955 bis 1956 Vorsitzender des Finnischen Arbeitersportverbandes (Suomen Työväen Urheiluliitto) war, gehörte ursprünglich zu den sogenannten „Waffenbrüder-Sozialisten“ (Asevelisosialistit), geriet dann aber wegen der sozialdemokratischen Sportpolitik in Konflikt mit Väinö Leskinen. Dies war der Auslöser für die Auseinandersetzungen innerhalb der Sozialdemokratischen Partei und führte einige Jahre später zu ihrer Spaltung. Tervo starb bei einem Autounfall.

## Leben

### Journalist, Abgeordneter und Erster Vizepräsident des Parlaments
Penna Tervo, Juho Edvard Tervo und Maria Laitala begannen 1923 gemeinsam ein Studium, welches Penna Tervo jedoch nicht abschloss. Er war zwischen 1925 und 1927 Herausgeber der sozialdemokratischen Zeitung Kansan Työ, der späteren Saimaan Sanomat, sowie von 1927 bis 1940 Geschäftsführender Sekretär der Wyborger Genossenschaft. Während des Zweiten Weltkrieges fungierte er zwischen 1940 und 1945 als Schatzmeister der Union der finnischen Waffenbrüder SAL (Suomen Aseveljien Liitto), eine Organisation, die zwischen 1940 und 1945 tätig war und ehrenamtliche Hilfsarbeit für Kriegsversehrte, Familien der Gefallenen und Emigranten leistete.
Zum Kriegsende wurde Tervo bei der Parlamentswahl am 17. und 18. März 1945 für die Sozialdemokratische Partei Finnlands SDP (Suomen Sosialidemokraattinen Puolue) erstmals zum Mitglied des Parlaments (Eduskunta) gewählt und vertrat in diesem nach seinen Wiederwahlen bis zum 21. Juli 1948 zunächst den Wahlkreis Kymi-West sowie anschließend bis zu seinem Tode am 26. Februar 1956 den Wahlkreis Kymi, woraufhin sein Ersatzvertreter Sulo Hostila sein Abgeordnetenmandat übernahm. Seine politische Karriere beinhaltete ziemlich scharfe Wendungen. Während er zu Beginn seiner Parteizugehörigkeit radikaler Sozialdemokrat sowie in den 1930er Jahren Anhänger Väinö Tanners war, entwickelte er sich nach dem Zweiten Weltkrieg zu einem starken Mitstreiter des Sozialismus. Er war zudem zwischen 1945 und 1948 Leiter des Büros des Beirates für Einwanderer (Siirtoväen neuvottelukun). Danach löste er 1948 Unto Varjonen als Chefredakteur der Tageszeitung Suomen Sosialidemokraatti ab und hatte diese Position bis 1952, woraufhin Atte Pohjanmaa ihn ablöste. Während seiner Parlamentszugehörigkeit war er vom 1. Februar 1949 bis zum 23. März 1950 Erster Vizepräsident des Parlaments.

### Handels- und Industrieminister sowie Finanzminister

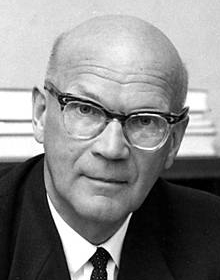
In drei Kabinetten des Ministerpräsidenten und späteren Präsidenten der Republik Finnland Urho Kekkonen war Penna Tervo Minister.

Am 17. Januar 1951 übernahm Penna Tervo im Kabinett Kekkonen II das Amt als Minister für Handel und Industrie (Kauppa- ja teollisuusministeri) und bekleidete dieses Ministeramt auch im darauf folgenden Kabinett Kekkonen III vom 20. September 1951 bis zum 8. Juli 1953. Den Posten als Minister für Handel und Industrie hatte er zwischen dem 5. Mai und dem 19. Oktober 1954 auch im Kabinett Törngren inne. Danach wurde er am 20. Oktober 1954 als Finanzminister (Valtiovarainministeri) in das Kabinett Kekkonen V berufen und verblieb bis zu seinem Tode am 26. Februar 1956 im Amt. Er war zudem von 1955 bis 1956 Vorstandsmitglied der Suomen Pankki, der Zentralbank Finnlands.

### Parteiinterne Konflikte, Präsidentschaftswahl 1956 und Tod

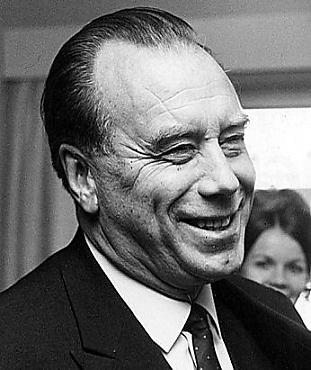
Tervos Konflikt mit Väinö Leskinen führte 1959 zur Spaltung der Sozialdemokratischen Partei und Gründung des Sozialdemokratischen Bundes der Arbeiter- und Kleinbauernschaft TPSL (Työväen ja Pienviljeliäin Sosialidemokraattinen Liitto) durch den ehemaligen SDP-Vorsitzenden Emil Skog 1959.

Tervo, der von 1955 bis 1956 Vorsitzender des Finnischen Arbeitersportverbandes TUL (Suomen Työväen Urheiluliitto) war, gehörte ursprünglich zu den sogenannten „Waffenbrüder-Sozialisten“ (Asevelisosialistit), geriet dann aber wegen der sozialdemokratischen Sportpolitik in Konflikt mit Väinö Leskinen, den er vom Vorsitz des TUL verdrängt hatte. Nach Einschätzung des Leskinen-Biografen Tuomas Keskinen war beiden Männern vor allem der Machthunger gemeinsam. Ferner sei Tervo schon seit langem durch die im privaten Bereich immer wieder vorkommenden auf seine Kosten gehenden Späße Leskinens gereizt gewesen. Den Bruch verursachte schließlich ein Vorfall im Herbst 1952, als Tervo, seinerzeit Wirtschaftsminister der dritten Regierung Kekkonen, in der Messehalle in Helsinki eine Festrede in sichtlich betrunkenem Zustand gehalten hatte. Ungeachtet seiner eigenen Vergangenheit als verurteilter Trunkenheitsfahrer verlangte Leskinen in der Folge den sofortigen Rücktritt Tervos aus der Regierung. Neben diesen persönlichen Differenzen begannen sich auch politische Unterschiede abzuzeichnen. Während Leskinen im Grunde Oppositionspolitiker blieb, begannen der seit 1946 amtierende Parteivorsitzende der SDP, Emil Skog, sowie Penna Tervo im Verlauf der Regierungszusammenarbeit mit Urho Kekkonen größeres Verständnis insbesondere für dessen außenpolitische Linie zu zeigen. Im einsetzenden Zerfallsprozess der sozialdemokratischen Bewegung spielten inhaltliche Fragen jedoch gegenüber persönlichen Differenzen eine untergeordnete Rolle. Leskinen war seit 1951 Vorsitzender des TUL. In den Folgejahren versuchte er auf verschiedenen Wegen, eine Annäherung und einen möglichen Zusammenschluss mit dem SVUL zu erreichen. Seine Vorstöße wurden jedoch mehrfach im Verbandsrat abgelehnt. Leskinens ehemaliger Assistent Pekka Martin nahm schließlich 1954 mit Penna Tervo Kontakt auf und beide beschlossen, Leskinen vom Vorsitz zu verdrängen. Dies gelang ihnen nach erbitterten Streitigkeiten. Entscheidend wurde die Versammlung der Bezirksversammlung Helsinki im Februar 1955, in welcher die Anhänger Leskinens in der sozialdemokratischen Gruppe die Mehrheit bildeten, die Anhänger Tervos sich aber mit Hilfe der kommunistischen Vertreter durchsetzten. Leskinens Anhänger zogen sodann aus der Versammlung aus, und in der Folge beschuldigten sich beide Lager gegenseitig, die parteiinternen Verhaltensregeln gebrochen zu haben.
Diese Auseinandersetzungen waren letztlich der Auslöser für die Auseinandersetzungen innerhalb der Sozialdemokratischen Partei und führte einige Jahre später zu ihrer Spaltung, die 1959 zur Gründung des Sozialdemokratischen Bundes der Arbeiter- und Kleinbauernschaft TPSL (Työväen ja Pienviljeliäin Sosialidemokraattinen Liitto) durch den ehemaligen SDP-Vorsitzenden Emil Skog 1959.
Dieser parteiinterne Konflikt hatte auch Auswirkungen auf die Präsidentschaftswahl in Finnland 1956, bei der Urho Kekkonen erstmals zum Präsidenten der Republik Finnland gewählt wurde. Das Vorfeld der Wahl war von einer starken Polarisierung der politischen Landschaft in Kekkonen-Befürworter und -Gegner geprägt. Kekkonens hauptsächliche Gegenkandidaten waren der Sozialdemokrat Karl-August Fagerholm sowie der für die konservative Opposition antretende Sakari Tuomioja. Im Wahlkampf standen sich pointiert die von Kekkonen verkörperte Politik der Annäherung an die Sowjetunion und die von seinen Gegnern propagierte unabhängigere und westlich orientierte Politik gegenüber. Die Wahlen zum Wahlmännerausschuss am 16. und 17. Januar 1956 stärkten Kekkonen, ergaben jedoch keine klaren Mehrheiten. Die eigentliche Präsidentenwahl durch den Wahlmännerausschuss am 15. Februar 1956 gestaltete sich dramatisch. Im zweiten Wahlgang brachten die konservativen Parteien den Amtsinhaber Juho Kusti Paasikivi als neuen Kandidaten ins Spiel. Taktisches Wahlverhalten der kommunistischen Volksdemokraten sorgte aber dafür, dass sich im als Stichwahl ausgestalteten dritten Wahlgang Kekkonen und Fagerholm gegenüberstanden. Hier gewann Kekkonen schließlich mit 151 zu 149 Stimmen. Das Zustandekommen der knappen Mehrheit sorgte in Finnland für jahrzehntelange Spekulationen. Als Kandidaten für den entscheidenden Überläufer wurden in hunderten Zeitungsartikeln Anna Flinck und Penna Tervo von den Sozialdemokraten, Ture Hollstén von der Schwedischen Volkspartei, Leo Mattila von der Volkspartei Finnlands sowie Helena Virkki und Aatto Koivisto von der Sammlungspartei gehandelt. Über die Jahre wurden zahlreiche sich widersprechende Enthüllungen gemacht. 1981 berichtete Kalle Kaihari in einem eigens veröffentlichten Buch, dass er die entscheidende Stimme von Penna Tervo organisiert habe.
Tervo starb am 26. Februar 1956 bei einem Autounfall, wodurch seine aufstrebende Karriere vorzeitig beendet wurde. Tervo, der seit 1937 mit Elsa Mercedes Angerkoski verheiratet war, wurde auf dem Friedhof Hietaniemi beigesetzt.

## Hintergrundliteratur
- Tuomas Keskinen: Aika sotia – aika sopia. Väinö Leskinen 1917–1972. Tammi, Helsinki 1978, ISBN 951-30-4454-8 (zitiert: Keskinen).
- Hannu Soikkanen: Väinö Leskinen. In: Matti Klinge (Hrsg.): Suomen kansallisbiografia 6. SKS, Helsinki 2005, ISBN 951-746-447-9 (S. 90–96, zitiert: Soikkanen).